# 石川英輔
石川 英輔（いしかわ えいすけ、1933年9月30日 -）は、日本の作家、SF作家、江戸文化研究者、写真・印刷技術研究者。

## 略歴
京都府京都市出身。東京都立石神井高等学校卒業。国際基督教大学、東京都立大学理学部中退。
1957年に創設されたSFファングループ「宇宙塵」に、初期から参加。1961年にミカ製版を設立して社長となり、カラー写真製版技術の研究により1976年、日本印刷学会第一回技術賞を受賞。
また、西遊記のSFパロディ「SF西遊記」を、SF同人誌『宇宙塵』に連載し、のち1976年に講談社から単行本として刊行され、作家デビューとなった。一連の中国古典小説のSFパロディ・シリーズを手がける。
また、1979年の『大江戸神仙伝』で、現代人がタイムスリップする「時代劇の江戸とは異なる、リアルな江戸社会」を描写し、シリーズ化される。同作は1985年にテレビドラマ化され、「主人公以外は、皆、背が低い人物」をキャスティングするなど「リアルな江戸」を再現した。
1985年以降は専業作家となり、「大江戸」シリーズの小説の執筆の他に、江戸時代の生活事情を研究した「大江戸○○事情」等のノンフィクションも刊行するようになる。特に、1990年刊行『大江戸えねるぎー事情』は大きな反響を呼んだ。石川は「江戸時代は、リサイクルが発達した、理想的なエコロジー社会であった」と主張している（参照：循環型社会）。この時期、ソヴィエトや東欧の崩壊が重なったこともあり、エッセイ中で社会主義批判を繰り返すことが多いが、右派思想というよりは、統制的な全体主義や進歩至上主義、教条主義などを嫌悪する考え方の延長線上にあり、江戸時代は天保の改革などの一時期を除けば権力による統制も緩やかであったという立場を取っている。
また、元来の本業であった写真、印刷関係の著書もあり、武蔵野美術大学では印刷学の講義を19年間担当した。NHK教育テレビの番組「やってみようなんでも実験」には、ドクターサイエンスとして出演して、科学解説をおこなった。
2004年3月にNHKのバラエティ番組「コメディーお江戸でござる」の解説を、江戸風俗研究家の杉浦日向子より引き継ぎ、最後の2回を務めるとともに、同年4月から、この番組をリニューアルした「コメディー道中でござる」でも引き続き解説を担当した。しかし杉浦の噛み砕いた解説と比べ、石川の解説は学術的な解説だったため、視聴者からは「判りにくい」との声も寄せられたという。
日本SF作家クラブ会員だったが、2013年、他のベテラン作家とともに名誉会員になる。だが、2024年5月現在、名誉会員の名簿に名前がない。

## 著書

### SFパロディ・シリーズ
- 『SF西遊記』（講談社→講談社文庫）1976、文庫1981
- 『SF水滸伝』（講談社文庫）1982
- 『SF三国志』（講談社文庫）1987
- 『SF妙法蓮華経』（講談社→講談社文庫）1989
（文庫化時に『未来妙法蓮華経』と改題。1992）

### 快傑G・ライヤー・シリーズ
- 『快傑G・ライヤー登場』（ソノラマ文庫）1978
- 『快傑G・ライヤーの決戦』（ソノラマ文庫）1979

### ポンコツシリーズ
- 『ポンコツタイムマシン騒動記』（鶴書房、SFベストセラーズ）1977、ソノラマ文庫 1979
- 『ポンコツロボット太平記』（鶴書房、SFベストセラーズ）1978、ソノラマ文庫 1980
- 『ポンコツUFO同乗記』（鶴書房、SFベストセラーズ）1979、ソノラマ文庫 1980

### 株式会社シリーズ
- 『亜空間不動産株式会社』（講談社→講談社文庫）1981　文庫1986
- 『天国製造株式会社』（講談社）1982
- 『人造人間株式会社』（講談社）1983
- 『プロジェクト・ゼロ』（早川書房→ハヤカワ文庫）1984 文庫1986

### テクセル・キオ シリーズ
- 『パラミータの炎』（ソノラマ文庫）1983
- 『オーロラの幻影』（ソノラマ文庫）1984

### SF小説・非シリーズ
- 『ソレマンの空間艇』（金の星社、少年少女21世紀のSF 3）1969
- 『プロジェクト・ゼロ』（ハヤカワ文庫#JA）1988

### 大江戸神仙伝シリーズ
- 『大江戸神仙伝』（講談社→講談社文庫）1979
- 『大江戸仙境録』（講談社→講談社文庫）1986
- 『大江戸遊仙記』（講談社→講談社文庫）1990
- 『大江戸仙界紀』（講談社→講談社文庫）1993
- 『いな吉江戸暦 』（講談社→講談社文庫）1996
（文庫化時に『大江戸仙女暦』と改題）[5]
- 『大江戸仙花暦』（講談社→講談社文庫）1999
- 『大江戸妖美伝』（講談社文庫）2006

### 江戸小説・非シリーズ
- 『如意幻術師』（講談社ノベルス）1994
- 『2050年は江戸時代 衝撃のシミュレーション』（講談社文庫）1998

### 江戸研究本
- 『江戸空間 100万都市の原景』（コナミ出版）1987
- 『大江戸えねるぎー事情』（講談社文庫）1993
- 『泉光院江戸旅日記 山伏が見た江戸期庶民のくらし』（講談社→講談社文庫）1994、ちくま学芸文庫 2014 
（講談社文庫は『大江戸泉光院旅日記』と改題）
- 『大江戸テクノロジー事情』（講談社文庫）1995
- 『大江戸生活事情』（講談社文庫）1997
- 『大江戸リサイクル事情』（講談社文庫）1997
- 『雑学「大江戸庶民事情」』（講談社文庫）1998
- 『大江戸ボランティア事情』（講談社文庫）1999：田中優子との共著
- 『大江戸番付づくし 江戸の暮らしとホンネ』（実業之日本社）2001
- 『大江戸生活体験事情』（講談社文庫）2002：田中優子との共著
- 『江戸のまかない 大江戸庶民事情』（講談社→講談社文庫）2002
（文庫化にあたり、『大江戸庶民いろいろ事情』と改題）
- 『大江戸えころじー事情』（講談社文庫）2003
- 『大江戸開府四百年事情』（講談社文庫）2003
- 『大江戸番付事情』（講談社文庫）2004
- 『大江戸八百八町 知れば知るほど』（実業之日本社）2004
- 『江戸と現代 0と10万キロカロリーの世界』（講談社）2006
- 『解いて楽しい!! 大江戸ドリル』（世界文化社）2007
- 『ニッポンの旅 江戸達人と歩く東海道』（淡交社）2007
- 『江戸時代はエコ時代』（講談社文庫）2008
- 『大江戸省エネ事情』（講談社文庫）2009
- 『大江戸しあわせ指南 身の丈に合わせて生きる』（小学館101新書）2012
- 『ニッポンのサイズ 身体ではかる尺貫法』（講談社文庫）2012
- 『実見 江戸の暮らし』（講談社文庫）2013
- 『見てきたように絵で巡る ブラッとお江戸探訪帳』（講談社文庫）2015

### その他ノンフィクション
- 『印刷のためのカラー写真』（印刷学会出版部）1969
- 『クリエーターのためのカラー印刷ゼミナール』（印刷学会出版部）1985
- 『総天然色への一世紀』（青土社）1997
- 『数学は嫌いです! 苦手な人のためのお気楽数学』（講談社文庫）2004

## 映像化作品
- 少年ドラマシリーズ ポンコツロボット太平記（1978年）
- 金曜ロードショー 大江戸神仙伝（1985年、テレビドラマ）
- SF西遊記スタージンガー（1978年、テレビアニメ、「SF西遊記」が原案）